# Sant Esteve de Llanars
Sant Esteve de Llanars és una església del municipi de Llanars (Ripollès). L'església de Sant Esteve és situada al centre del poble, a la plaça de l'Om. La primera referència escrita de l'església de Sant Esteve és del 10 de novembre de 1168, data en què fou consagrada pel bisbe de Girona, Guillem de Peratallada. És una obra inclosa en l'Inventari del Patrimoni Arquitectònic de Catalunya.

## Descripció
Es tracta d'un edifici d'estil romànic que data del segle xii. Té una nau única amb dues capelles d'època posterior que li donen forma de planta de creu llatina. La coberta és una volta d'arc apuntat rebaixat amb dos arcs torals i l'absis semicircular descentrat és situat al costat nord-est de la nau. Hi ha dues finestres a cada costat de l'església i tres a l'absis. El cos sud on se situa el baptisteri està cobert amb cúpula circular amb un llanternó a la part central. La capella del costat nord està coberta amb cúpula semicircular. Posteriorment al costat sud, en l'angle que forma el creuer s'hi afegeix un cos de planta quadrada destinat a sagristia, que distorsiona el plant de creu llatina.
La portada principal és d'arc de mig punt adovellat amb dues arquivoltes suportades per quatre columnetes amb capitells decorats i el timpà és llis. Els dos capitells més exteriors es troben molt deteriorats. Pel que fa a l'aparell presenta diferències que corresponen a les diferents etapes constructives. Els murs de la nau central són de carreus de pedra. L'asimetria de la nau es posa de manifest en l'aparell de les façanes sud respecte de la nord. En el primer cas, està fet amb carreus petits, ben escairats i sense polir, mentre que l'altre està fet a base de carreus de major dimensió, ben escairats i polits. Els murs de migdia i llevant presenten ornamentació de tipus llombard: ràfec amb dos frisos, un de dent de serra i l'altre de mènsules llises, mentre que el mur nord és llis llevat d'un senzilla cornisa. El campanar, situat a sobre de la façana principal, és de planta quadrada amb coberta piramidal. Originàriament era un campanar d'espadanya de dos ulls. A l'interior hi ha el frontal d'altar de fusta policromada original dedicat a Sant Esteve, que data de la segona meitat del segle XII; és l'únic exemplar que es conserva "in situ" a la comarca.

## Galeria d'imatges

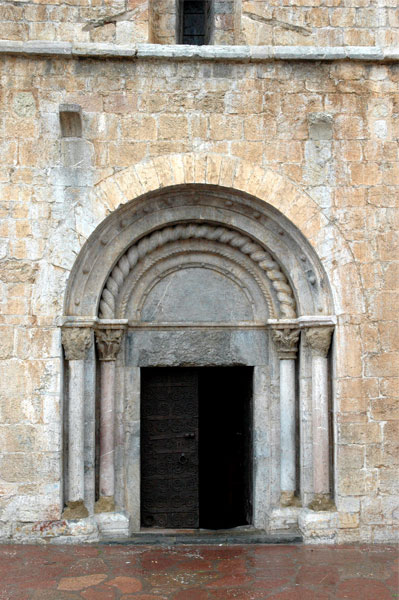
Portada de l'església
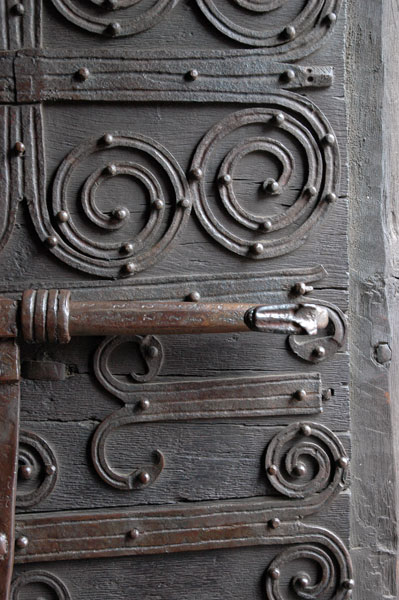
Ferramenta de la porta
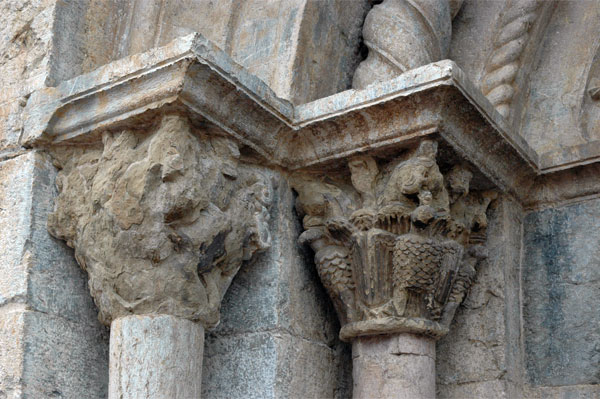
Capitells de la portada
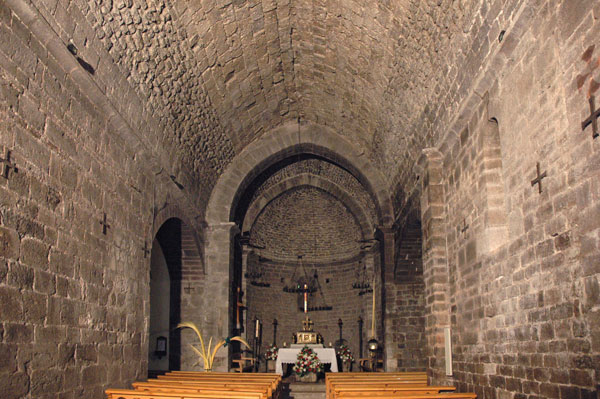
Interior de l'església